# El caso de Cristo
The Case for Christ (El caso de Cristo) es una película estadounidense de drama cristiano dirigida por Jon Gunn y protagonizada por Mike Vogel, Erika Christensen, Faye Dunaway y Robert Forster. Fue estrenada el 7 de abril de 2017 en Estados Unidos por Pure Flix.

## Sinopsis
En 1980, Lee Strobel es periodista de investigación ateo en el Chicago Tribune.
 Ganó un premio en el Chicago Tribune y se fue a celebrarlo con su familia a un restaurante. Allí su hija Allie compró un chicle que involuntáriamente ingirió taponando su garganta, impidiendo que pase el aire. Alfie, una enfermera que estaba en el lugar, salvó a la niña. Cuando Leslie iba a agradecerle lo que había hecho, Alfi le confesó que no tenía pensado ir a aquel restaurante, pero Dios le dijo que fuera, provocando la fe de Leslie.
La nueva fe de su esposa Leslie, interrumpe su matrimonio. Para que su esposa vuelva a ser atea, comienza la investigación para probar que Jesus Cristo nunca había resucitado, uno de los pilares del cristianismo. Mientras tanto compagina esta investigación con otro caso, donde el presunto culpable James Hick dispara a un agente de policía. El padre de Lee, con el que no tiene buena relación, se muere. Le comenta a su madre que nunca había estado orgulloso de él, y ella le enseñó una carpeta donde guardaba todos los artículos publicados por él. Esto le hace reflexionar que no todo es lo que parece.
Finalmente, resuelve el caso de Hick que es inocente. También se convierte, hecho que nunca había pensado. Cuando preguntó al director del periódico si podía publicar su reportaje, le negó la opción. Así que su esposa le dio la idea de publicar un libro titulado The Case for Christ. 

### Reparto
- Mike Vogel: Lee Strobel
- Erika Christensen: Leslie Strobel
- Faye Dunaway: Dr. Roberta Watson
- Robert Forster: Walter Strobel
- Frankie Faison: Joe Dubois
- L. Scott Caldwell: Alfie Davis
- Mike Pniewski: Kenny London
- Tom Nowicki: Dr. Alexander Metherell
- Kevin Sizemore: Dr. Gary Habermas
- Rus Blackwell: Dr. William Lane Craig
- Jordan Cox: Bill Hybels
- Renell Gibbs: James Hicks
- Haley Rosenwasser: Alison Strobel
- Brett Rice: Ray Nelson
- Grant Goodeve: Mr. Cook
- Michael Provost: Lee Strobel adolescente
- Kelly Lamor Wilson: Leslie Strobel adolescente